# Jean François Bordini
Jean François Bordini francisation de Giovanni Francesco Bordini (né à Rome vers 1536 mort à Avignon en janvier 1609) est un ecclésiastique italien qui fut évêque de Cavaillon puis archevêque d'Avignon de 1592 à sa mort.

## Biographie
Giovanni Francesco Bordini naît à Rome vers 1536. Docteur en Droit, il rencontre en mai 1558 Philippe Neri  dont il devient un pénitent et un adepte et qui l'attire dans le cercle intérieur de la confrérie laïque de l'Oratoire. Il intègre la communauté de San Giovanni dei Fiorentini, noyau de la future congrégation et il est ordonné prêtre en 1564. Bordini avait le goût et le talent pour la littérature et les sciences ecclésiastiques. De Milan l'archevêque Carlo Borromeo demande à Philippe Neri, par lettre en date du 13 octobre 1569, de lui affecter la prébende de théologal de sa cathédrale. Ce qui le destinait à devenir, l'agent de l'archevêque auprès de la Curie romaine. Il est désigné dans une lettre du 23 décembre 1570, comme étant « peut-être le prêtre le plus digne, qui est à Rome ... et qui est le pilier le plus fort de l'Oratoire ».
Bordini participe en effet à la longue élaboration de la constitution destiné à régir la Congrégation de l'Oratoire en rédigeant en 1583 un premier projet en latin. En mai 1584, il est l'un des quatre député élus pour son gouvernement avec Philippe Neri Mais bien que ce dernier lui reconnaisse « beaucoup de belles vertus », il l'exclut de sa succession par un document de janvier 1586 en désignant Francesco Maria Tarugi. Ce fin connaisseur des âmes juge durement les hommes trop habiles. Il lui reproche « plusieurs façons de faire arbitraires et irrespectueuses ». Il estime aussi, sans doute, qu'il cherche par trop à se mettre en avant par sa production littéraire, comme dans la brochure « De rebus praeclare gestis Sixto V pont. max., » composée en distiques latins, et publiée en 1588 avec une dédicace au pape Sixte V et un ensemble de quinze planches de cuivre, illustrant les travaux de rénovation des bâtiments du pontificat. Il est également l'auteur d'un ouvrage sur la vie des pontifes romains le « Vitae Romanorum Pontificum » qui fut très apprécié.
Grâce à ses appuis au Saint-Siège, Bordini obtient d'accompagner le cardinal Ippolito Aldobrandini lors de Légation en Pologne entre le 1er juin 1588 et le 27 mai 1589. Lorsque ce cardinal devient pape sous le nom de Clément VIII. Bordini est nommé quasi immédiatement évêque de Cavaillon dans le Comtat venaissin le 17 février 1592. 
Jean François Bordini conserve toutefois un profond sentiment d'affection envers Philippe Neri qui transparait dans la lettre qu'il lui adresse dès son arrivée sur le siège épiscopal de Cavaillon le 22 juillet 1592, et au choc qu'il ressent lors de sa mort. Il envoie à Rome, dès le 11 février 1596, un « compendium vitae », et le 30 juin de la même année il fait rédiger à Cavaillon sa déposition pour le procès en canonisation du fondateur de l'Oratoire. En septembre 1597 lorsqu'un autre oratorien Tarugi est transféré à Sienne il assure sa succession d'abord comme vice-légat pontifical et ensuite le 11 mars 1598, comme archevêque de cette métropole qu'il dirige activement, en organisant notamment des synodes dont particulièrement celui de 1600. Il accueille la même année la nouvelle reine de France Marie de Médicis et assiste dans ses derniers instants le Bienheureux César de Bus le 15 avril 1607. Il meurt en janvier 1609 dans sa cité archiépiscopale et il est inhumé dans sa cathédrale.